# Théâtre chinois de Tsarskoïe Selo

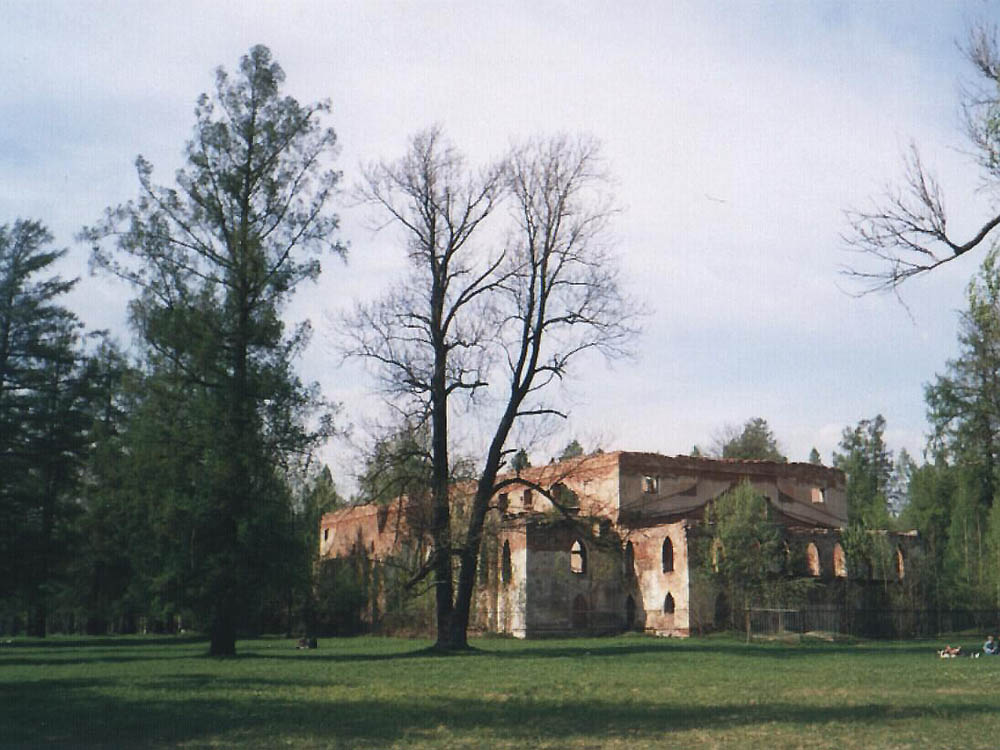
Vue du théâtre chinois aujourd'hui.

Le théâtre chinois est un ancien théâtre, aujourd'hui en ruines, qui se trouve près du village chinois du parc Alexandre de Tsarskoïe Selo, à côté de Saint-Pétersbourg.

## Description
Ce théâtre se trouve à gauche de l'entrée du parc. Il a commencé à être construit en 1778 selon les dessins d'Antonio Rinaldi dans le goût des chinoiseries de l'époque. Cependant l'extérieur est d'architecture européenne, sans décoration. Les murs blancs étaient autrefois agrémentés de pilastres avec de larges corniches et des chambranles étroites sur les fenêtres et les portes. Seul le toit du théâtre avec des angles relevés « à la chinoise » rappelait l'Extrême-Orient. L'intérieur en revanche était somptueusement décoré à la manière chinoise avec des rideaux et des tentures de soie brochée représentant des scènes de vie de l'Empire céleste.
Le théâtre est inauguré le 13 juin 1779 pour la première de l'opéra de Giovanni Paisiello, Démétrius Atarxès, devant la Grande Catherine. Il fait jouer plus tard, L'Idole chinoise. Après une période de latence, le théâtre - restauré en 1893 - revient à la mode sous le règne de Nicolas II. La cour a assisté ici à de nombreuses premières, jusqu'à la révolution de février. C'est ici que Nicolas II invite le président français Émile Loubet à plusieurs représentations lors de sa visite officielle de 1902. Il est entièrement restauré en 1908-1909, avec une scène somptueuse et une machinerie moderne, mais il ne sert plus dès les premiers jours de la Première Guerre mondiale. Les spectacles ne reprennent qu'à l'été 1930. Il est gravement endommagé par un incendie le 15 septembre 1941, lorsque la ville est bombardée par les Allemands au début du siège de Léningrad. Il est aujourd'hui en ruines.